# Королева пустелі
«Королева пустелі» (англ. Queen of the Desert) — американська біографічна кінодрама режисера і сценариста Вернера Герцоґа, що вийшла 2015 року. У головних ролях Ніколь Кідман, Джеймс Франко, Деміен Льюїс, Роберт Паттінсон. Стрічку знято на основі життя Гертруди Белл, британської мандрівниці, дослідниці.
Вперше фільм продемонстрували 6 лютого 2015 року у Німеччині на 65-ому Берлінському кінофестивалі. В Україні у кінопрокаті показ фільму розпочався 29 вересня 2016 року.

## Сюжет
Гертруда Белл закінчила Оксфод, проте вона не захотіла жити в середовищі британських аристократів. Тому Гертруда вмовила свого батька відпустити її до Тегерану, де її дядько працює британським послом. Там вона все більше занурюється в арабську культуру, проте відкидає патріархальні звичаї.

## Творці фільму

### Знімальна група
Кінорежисер — Вернер Герцоґ, сценаристом був Вернер Герцоґ, кінопродюсерами — Майкл Бенаройя, Касіян Елвіс, Нік Н. Раслан, виконавчими продюсерами — Джон Аґліалоро, Джонатан Дебин, Кеті Джезуальдо, Гармон Кеслоу, Джеймс Леджсек, Шеллі Медісон, Бен Сакс, Д. Тодд Шеперд. Композитор — Клаус Бадельт, Кінооператор — Пітер Цайтлінґер, кіномонтаж: Джо Біні. Підбір акторів — Салах Бенчеґра, Бет Чархем, Шеннон Мехеніен, художник-постановник: Ульріх Берґфельдер, артдиректор: Рабіаа Н'Ґаді і Керолайн Штайнер, художник по костюмах — Мішель Клептон.

### У ролях
| Актор             | Роль                                                              |
| ----------------- | ----------------------------------------------------------------- |
| Ніколь Кідман     | Гертруда Белл, британська дослідниця, мандрівниця                 |
| Джеймс Франко     | Генрі Кадоґен, британський офіцер, політик                        |
| Деміен Льюїс      | Чарльз Дауті-Вайлі, британський офіцер                            |
| Роберт Паттінсон  | Томас Едвард Лоуренс, англійський археолог, письменник, розвідник |
| Крістофер Фулфорд | Вінстон Черчилль, британський офіцер                              |
| Марк Льюїс Джонс  | Френк Ласселс, британський дипломат                               |
| Дженні Егаттер    | Флоренс Белл, британська письменниця                              |
| Юнес Буаб         | Фейсал I, перший король Іраку                                     |

## Сприйняття

### Критика
Фільм отримав переважно негативні відгуки: Rotten Tomatoes дав оцінку 7 % на основі 15 відгуків від критиків (середня оцінка 3,9/10). Загалом на сайті фільми має негативний рейтинг, фільму зарахований «гнилий помідор» від кінокритиків, Internet Movie Database — 6,1/10 (585 голосів), Metacritic — 38/100 (6 відгуків критиків). Загалом на цьому ресурсі від критиків фільм отримав негативні відгуки.

### Нагороди і номінації
| Нагороди і номінації фільму «Королева пустелі» | Нагороди і номінації фільму «Королева пустелі» | Нагороди і номінації фільму «Королева пустелі» | Нагороди і номінації фільму «Королева пустелі» | Нагороди і номінації фільму «Королева пустелі» |
| Рік                                            | Нагорода                                       | Категорія                                      | Номінант                                       | Результат                                      |
| ---------------------------------------------- | ---------------------------------------------- | ---------------------------------------------- | ---------------------------------------------- | ---------------------------------------------- |
| 2015                                           | 65-ий Берлінський кінофестиваль                | Золотий ведмідь                                | Вернер Герцоґ                                  | Номінація                                      |

### Виноски
1. 1 2  Queen of the Desert: Release Info (англ.). Internet Movie Database. Архів оригіналу за 8 липня 2015. Процитовано 22 жовтня 2015.
2. 1 2  Королева пустелі. Kino-teatr.ua. Архів оригіналу за 5 березня 2016. Процитовано 22 жовтня 2015.
3. ↑  Helen Barlow (2 січня 2014). Kidman's life feeds her roles (англ.). The West Australian. Архів оригіналу за 4 січня 2014. Процитовано 22 жовтня 2015.
4. ↑  Queen of the Desert (2015) (англ.). The Numbers. Архів оригіналу за 21 вересня 2015. Процитовано 22 жовтня 2015.
5. 1 2  Queen of the Desert (англ.). Internet Movie Database. Архів оригіналу за 3 листопада 2015. Процитовано 22 жовтня 2015.
6. ↑  Queen of the Desert: Full Cast & Crew (англ.). Internet Movie Database. Архів оригіналу за 13 липня 2015. Процитовано 22 жовтня 2015.
7. ↑  Queen of the Desert (англ.). Rotten Tomatoes. Архів оригіналу за 9 жовтня 2015. Процитовано 22 жовтня 2015.
8. ↑  Queen of the Desert (англ.). Metacritic. Архів оригіналу за 5 березня 2016. Процитовано 22 жовтня 2015.
9. ↑  Queen of the Desert: Awards (англ.). Internet Movie Database. Архів оригіналу за 14 лютого 2016. Процитовано 22 жовтня 2015.